# Úrvalsdeild 1967
Thống kê của Úrvalsdeild mùa giải 1967.

## Tổng quan
Có 6 đội tham gia, và Valur giành chức vô địch. Hermann Gunnarsson của Valur là vua phá lưới với 12 bàn thắng.

## Bảng xếp hạng
| Vị thứ | Câu lạc bộ | St | T | H | B | BT | BB | HS  | Đ  |
| 1      | Valur      | 10 | 6 | 2 | 2 | 21 | 17 | +4  | 14 |
| 2      | Fram       | 10 | 5 | 4 | 1 | 15 | 11 | +4  | 14 |
| 3      | ÍBA        | 10 | 6 | 1 | 3 | 21 | 11 | +10 | 13 |
| 4      | Keflavík   | 10 | 3 | 2 | 5 | 9  | 13 | -4  | 8  |
| 5      | KR         | 10 | 3 | 1 | 6 | 15 | 18 | -3  | 7  |
| 6      | ÍA         | 10 | 2 | 0 | 8 | 10 | 21 | -11 | 4  |